# Idioma bordurio
El idioma bordurio (República Popular de Borduria) es un lenguaje ficticio, que constituye la lengua nacional y oficial de Borduria, un imaginario Estado de los Balcanes que aparece en los cómics de Las aventuras de Tintín del dibujante belga Hergé. No se sabe mucho del bordurio, ya que no aparece muy frecuentemente en las historias de Tintín. Del idioma vecino, el syldavo, se ha demostrado que es una lengua germánica; pero del bordurio se conocen tan pocas palabras que es imposible un análisis semejante para esta lengua. Hay muchas palabras de aparente origen germánico, como por ejemplo hôitgang (cf. neerlandés uitgang), mänhir (cf. el neerlandés mijnheer), ointhfan (cf. el holandés ontvangst) sztôpp, tzhôl (cf. el alemán Zoll, el neerlandés tol y el inglés toll) y zsnôrr (cf. el neerlandés snor). La fuente definitiva de esas palabras es, no obstante, incierta. El idioma parece que emplea el mismo alfabeto latino que el sildavo, pero, a diferencia de este, no emplea además el alfabeto cirílico.
Como sucede con otras lenguas ficticias y algunos nombres propios y topónimos del universo de Tintín, Hergé moduló el bordurio a partir del Marols, un dialecto del neerlandés que se habla en Bruselas y sus alrededores.
Casi todo cuanto se sabe del bordurio (exceptuando Müsstler) se encuentra en El asunto Tornasol.

## Algunas palabras
- amaïh! - ¡viva!
- da - apagado
- on - encendido
- hôitgang - salida
- mänhir - señor
- ointhfan - recepcionista
- opernska - ópera
- platz - plaza
- Pristzy! - ¡Demonios!, ¡Maldición!
- szonett - campana
- sztôpp - stop
- tzhôl - vestido
- vannet - agua
- zservis - servicio
- zsnôrr - bigote
- natt - noche
- dolzt - día
- meil - no
- kitz - sí
- jet - yo
- du - tú
- han - él
- hen - ella
- oss - nosotros
- vi - vosotros
- hanes - ellos
- henes - ellas

## Nombres propios típicos
- Kardouk
- Kavitch
- Klûmsi
- Ernezt
- Krônik
- Himmerszeck
- Kûrvi
- Tasch
- Pleksy
- Sponsz
- Bonsannirsezt
- Molkoist

- Datos: Q3845128